# Japón en los Juegos Paralímpicos de Pekín 2022
Japón estuvo representado en los Juegos Paralímpicos de Pekín 2022 por un total de 29 deportistas, 21 hombres y 8 mujeres.

## Medallistas
El equipo paralímpico japonés obtuvo las siguientes medallas:
| Nombre         | Deporte        | Evento                           |
| -------------- | -------------- | -------------------------------- |
| Oro            |                |                                  |
| Momoka Muraoka | Esquí alpino   | Descenso sentado femenino        |
| Momoka Muraoka | Esquí alpino   | Eslalon gigante sentado femenino |
| Momoka Muraoka | Esquí alpino   | Supergigante sentado femenino    |
| Taiki Kawayoke | Esquí de fondo | 20 km de pie masculino           |
| Plata          |                |                                  |
| Momoka Muraoka | Esquí alpino   | Supercombinada sentado femenino  |
| Bronce         |                |                                  |
| Taiki Morii    | Esquí alpino   | Descenso sentado masculino       |
| Taiki Morii    | Esquí alpino   | Supergigante sentado masculino   |